# Andrijasziwka (obwód żytomierski)
Andrijasziwka (ukr. Андріяшівка) – wieś na Ukrainie, w obwodzie żytomierskim, w rejonie berdyczowskim, w hromadzie Rajgródek. W 2001 liczyła 627 mieszkańców, spośród których 621 wskazało jako ojczysty język ukraiński, a 6 rosyjski.